# Euphorbia dentosa
Euphorbia dentosa är en törelväxtart som beskrevs av Ivan Murray Johnston. Euphorbia dentosa ingår i släktet törlar, och familjen törelväxter. Inga underarter finns listade i Catalogue of Life.